# 2-甲基辛烷
2-甲基辛烷（英語：2-Methyloctane）化学式(CH3)2CH(CH2)5CH3，也称为异壬烷（英語：isononane），是壬烷的带支链的异构体，可由以下方式合成：